# Мекоста (округ)
Меко́ста (англ. Mecosta County) — округ в штате Мичиган, США. Официально образован 11 февраля 1859 года. По состоянию на 2010 год, численность населения составляла 42 798 человек.

## География
По данным Бюро переписи США, общая площадь округа равняется 1 478,891 км2, из которых 1 437,451 км2 суша и 41,440 км2 или 2,800 % это водоёмы.

## Население
По данным переписи населения 2000 года в округе проживает 40 553 жителей в составе 14 915 домашних хозяйств и 9 888 семей. Плотность населения составляет 28,00 человек на км2. На территории округа насчитывается 19 593 жилых строений, при плотности застройки около 14,00-ти строений на км2. Расовый состав населения: белые — 92,68 %, афроамериканцы — 3,60 %, коренные американцы (индейцы) — 0,64 %, азиаты — 0,87 %, гавайцы — 0,04 %, представители других рас — 0,37 %, представители двух или более рас — 1,79 %. Испаноязычные составляли 1,28 % населения независимо от расы.
В составе 29,10 % из общего числа домашних хозяйств проживают дети в возрасте до 18 лет, 53,30 % домашних хозяйств представляют собой супружеские пары проживающие вместе, 9,30 % домашних хозяйств представляют собой одиноких женщин без супруга, 33,70 % домашних хозяйств не имеют отношения к семьям, 24,50 % домашних хозяйств состоят из одного человека, 8,90 % домашних хозяйств состоят из престарелых (65 лет и старше), проживающих в одиночестве. Средний размер домашнего хозяйства составляет 2,49 человека, и средний размер семьи 2,95 человека.
Возрастной состав округа: 22,50 % моложе 18 лет, 19,80 % от 18 до 24, 23,00 % от 25 до 44, 21,50 % от 45 до 64 и 21,50 % от 65 и старше. Средний возраст жителя округа 32 лет. На каждые 100 женщин приходится 102,80 мужчин. На каждые 100 женщин старше 18 лет приходится 102,20 мужчин.
Средний доход на домохозяйство в округе составлял 33 849 USD, на семью — 40 465 USD. Среднестатистический заработок мужчины был 32 127 USD против 22 467 USD для женщины. Доход на душу населения составлял 16 372 USD. Около 9,60 % семей и 16,10 % общего населения находились ниже черты бедности, в том числе — 16,60 % молодежи (тех, кому ещё не исполнилось 18 лет) и 7,60 % тех, кому было уже больше 65 лет.